# Уралгидромаш
Плотина исторического завода
Уралгидромаш (Уральский завод гидромашин, АО «Уралгидромаш») — машиностроительное предприятие состоящие из двух производственных площадок. В городе Сысерть и в городе Екатеринбург, Свердловской области, Россия. Основные направления деятельности — производство насосов, гидравлических турбин, крупных электрических машин, электрических приводов, высоковольтного оборудования, баков трансформаторов.

## История предприятия
Сысертский железоделательный завод был основан в 1732 году. Строительство велось на казённые средства под руководством И. Н. Юдина. Позднее завод был продан частным владельцам. 31 июля 1733 года был выплавлен первый чугун, 1 августа 1733 года было запущено кричное производство. Изначально предприятие специализировалось на выплавке чугуна и меди, в дальнейшем стал выпускаться прокат и готовые металлические изделия. В 1917 году предприятие было национализировано. С 1932 года предприятие стало заниматься выпуском запасных частей для тракторов, в 1936 году завод перевели в разряд машиностроительных предприятий.
5 ноября 1942 года профиль предприятия в очередной раз изменился — завод был переориентирован на выпуск гидравлических турбин, а с 1947 года — также на выпуск насосов. В 1993 году предприятие акционировано, имело название сначала АООТ «Уралгидромаш», с 1996 года — ОАО «Уралгидромаш». В 2006 году преобразовано в ОАО «Уралэлектротяжмаш — Уралгидромаш» в результате присоединения ОАО «Уралэлектротяжмаш». В конце 2009 года в рамках банкротства группы «Энергомаш» объявило о своей несостоятельности. Одновременно в 2009 году было создано ЗАО «Энергомаш» (Сысерть) — «Уралгидромаш», подконтрольное группе «Энергомаш». В процессе банкротства группы «Энергомаш» в 2014 году сменило собственника (утверждалось, что через аффилированных лиц его якобы приобрёл Константин Григоришин), в 2016 году предприятию возвращено историческое название — АО «Уралгидромаш».

## Выпускаемая продукция

### Насосы
Предприятие проектирует и производит осевые, диагональные, центробежные, погружные насосы и насосы специального назначения для химической, горнодобывающей, металлургической, нефтяной, судостроительной промышленности, магистральных каналов и трубопроводов, тепловых и атомных электростанций, систем технического и бытового водоснабжения, мелиорации, орошения, канализации и других отраслей. Количество освоенных в производстве марок насосного оборудования составляет порядка 200. Максимальные характеристики производимого насосного оборудования: подача — до 64 м³/с, напор — до 310 м, мощность — до 12,5 МВт. По ряду типов насосного оборудования, предприятие не имеет конкурентов в России и СНГ.
Насосы, произведённые на «Уралгидромаше», работают на большинстве судоходных и мелиоративных каналов России и СНГ, в системах водоснабжения крупных городов, атомных и тепловых электростанций.

### Гидравлические турбины
Предприятие имеет техническую возможность выпуска гидравлических турбин всех типов мощностью до 50 МВт с диаметром рабочего колеса до 4,5 м на напоры до 250 м. Гидравлическими турбинами, произведёнными на предприятии, оборудовано большое количество малых и средних гидроэлектростанций, введённых преимущественно в 1950-х годах, в частности:
- Теребля-Рика ГЭС,
- Эзминская ГЭС,
- Ириклинская ГЭС,
- Краснополянская ГЭС,
- Широковская ГЭС,
- Дзау ГЭС,
- Майкопская ГЭС,
- Кубанская ГАЭС,
- Алматинский каскад
- Новотроицкая ГЭС.

В настоящее время, объём производства гидротурбин на предприятии незначителен (не более одной-двух в год). В частности, в последние годы предприятием выпущены гидротурбины для Толмачевской ГЭС-2, а также новые рабочие колёса для Широковской ГЭС и Павлодольской ГЭС.

### Электрические машины
Предприятие является разработчиком и изготовителем крупных электрических машин.
С середины 2000-х годов предприятие осваивает производство компонентов электротехнического оборудования, в частности, баков трансформаторов, алюминиевых деталей для элегазового оборудования.

## Награды
- Орден Трудового Красного Знамени (16.11.1976) — за достижения в работе по повышению эффективности производства изготовления современных насосов для магистральных каналов
- Орден Дружбы народов (08.12.1982) — за заслуги в развитии отечественного насосостроения и в связи с 250-летием со дня основания
- Почётная грамота Президиума Верховного совета Российской Федерации (15.12.1992) — за  большой  вклад в развитие отечественного машиностроения и в связи с 260-летием со дня основания[8]